# 富良野北道路
富良野北道路（ふらのきたどうろ）は、北海道空知郡中富良野町から富良野市に至る国道237号のバイパス道路（自動車専用道路）である。全線事業中であり、供用後は地域高規格道路「旭川十勝道路」の一部となる。
富良野・十勝方面は富良野道路（旭川十勝道路）として開通しており、旭川方面（上富良野町 - 中富良野町間）は2021年度（令和3年度）から概略ルートおよび構造の検討（計画段階評価を進めるための調査）が行われている。

## 路線データ
- 起点：北海道空知郡中富良野町字中富良野[2]
- 終点：北海道富良野市字学田三区（北の峰IC）[2]
- 延長：5.7 km[2]
- 規格：第1種第3級[2]
- 設計速度：80 km/h[2]
- 道路幅員：13.5 m[2]
- 車線幅員：3.5 m[2]
- 車線：完成2車線[2]
- 路線状況：事業中

## 歴史
- 2008年（平成20年）：富良野北道路事業化[2]。
- 2010年（平成22年）：富良野北道路工事着手[2]。

## インターチェンジ
- IC番号欄の背景色が■である部分については道路が供用済みの区間を示している。また、施設名欄の背景色が■である部分は施設が供用されていない、または完成していないことを示す。
- 英略字のICはインターチェンジを示す。

| IC 番号                      | 施設名                       | 接続路線名                      | 起点から （km）              | 備考                         | 所在地                       | 所在地                       | 所在地                       |
| 旭川十勝道路（予定路線区間） | 旭川十勝道路（予定路線区間） | 旭川十勝道路（予定路線区間）    | 旭川十勝道路（予定路線区間） | 旭川十勝道路（予定路線区間） | 旭川十勝道路（予定路線区間） | 旭川十勝道路（予定路線区間） | 旭川十勝道路（予定路線区間） |
| ---------------------------- | ---------------------------- | ------------------------------- | ---------------------------- | ---------------------------- | ---------------------------- | ---------------------------- | ---------------------------- |
| -                            | 中富良野町字中富良野         | 北海道道851号上富良野中富良野線 | 0.0                          |                              | 上川総合振興局               | 空知郡中富良野町             | 空知郡中富良野町             |
| -                            | 北の峰IC                     | 国道38号（現道）                | 5.7                          | 富良野市                     | 富良野市                     |                              |                              |
| 富良野道路（旭川十勝道路）   |                              |                                 |                              |                              |                              |                              |                              |

## 路線状況

### 主なトンネルと橋
- シブケウシ川橋（38 m）[3]
- 鹿討跨道橋 （50 m）[3]
- 新富良野大橋（619 m）[3]
- 富良野北IC橋（49 m）[3]